# Yle Fem
Yle Fem (do marca 2012 roku YLE FST5) – szwedzkojęzyczny kanał telewizyjny fińskiej stacji Yle. W 2017 roku został przekształcony w Yle Teema & Fem.